# Guillaume Joachim
Guillaume Joachim fut un homme politique belge socialiste.
Joachim fut élu conseiller communal et bourgmestre de Waremme (1914-1946); sénateur provincial de la province de Liège (1929-1936) et de l'arrondissement de Huy-Waremme (1936-1946).

## Sources
- site de Waremme